# Andris Kolbergs
Andris Kolbergs, né le 21 décembre 1938 à Jurmala et mort le 5 novembre 2021, est un romancier et scénariste letton. Il est lauréat du Prix de l'année littéraire letton pour l'ensemble de son œuvre en 2011.

## Biographie
Andris Kolbergs nait dans la famille du capitaine de la marine Leonid Kolbergs. Il fait ses études à l'université d'État d'imprimerie à Moscou en 1966-1968. 
Son parcours professionnel commence dans les entreprises de l'industrie de Riga comme le fabricant de wagons RVR, la verrerie Komunārs, l'usine de matériel électrique et électronique VEF (1954-1965). Il devient ensuite correspondant du magazine humoristique Dadzis (1965-1968). 
Son premier roman policier, Arnolda Zandes cigarete, paraît en 1969 dans les éditions Liesma. Plusieurs de ses scénarios sont adaptés à Riga Film Studio dont le plus grand succès emportent ceux réalisés par Aloizs Brenčs. Il est membre de l'union des écrivains lettons depuis 1974.

## Décoration
- Officier de l'ordre des Trois Étoiles (2019)

## Œuvres
- Arnolda Zandes cigarete, Riga, Liesma, 1969
- Šāviens dienas laikā récits, Riga, Liesma, 1971
- Pašu puikas récits humoristiques, Riga, Liesma 1973
- Vanags récits, Riga, Liesma, 1974
- Krimināllieta trijām dienām, Riga, Liesma, 1977
- Cilvēks, kas skrēja pāri ielai, Riga, Liesma, 1978
- Fotogrāfija ar sievieti un mežakuili, Riga, Liesma, 1983
- Atraitne janvārī, Riga, Liesma, 1984
- Ēna, Riga, Liesma, 1985
- Naktī, lietū, Riga, Liesma, 1986
- Automobilī, rīta pusē, Riga, Liesma, 1986
- Nekas nav noticis, Riga, Liesma, 1988
- Kolekcionāra mīlas dēkas, Riga, Liesma, 1988
- Civilizēto krokodilu sindroms, Riga, Lauku Apgāds, 1993
- Dumpis uz laupītāju kuģa, Riga, Lauku apgāds, 1993
- Meklējiet sievieti, Riga, SIA NC, 1996
- Pulkstenis ar atpakaļgaitu, Jūrmala: A.K.A., 2002
- Klaunu maršs šausmu tirgū, Jūrmala: A.K.A., 2002
- Sieviete melnā, Jūrmala: A.K.A., 2004
- Patiesi stāsti par VIP un kolekcionēšanas dullumu, Jūrmala: A.K.A., 2005
- Sarkans automobilis melnā naktī, Jūrmala: A.K.A., 2008

## Scénarios
- 1991 : Dubultnieks, film soviétique réalisé par Rihards Piks
- 1991 : Dépression (Depresija), film soviétique réalisé par Aloizs Brenčs
- 2007 : La Bataille de la Baltique (Rīgas sargi), film letton réalisé par Aigars Grauba